# Стрелочные обозначения Кнута
В математике стрелочная нота́ция Кну́та — это метод для записи больших чисел. Её идея основывается на том, что умножение — множественное сложение, возведение в степень — множественное умножение. Была предложена Дональдом Кнутом в 1976 году. Тесно связана с функцией Аккермана и последовательностью гипероператоров.
Тетрация, записанная с помощью стрелочной нотации Кнута:
{\displaystyle {\begin{matrix}a\uparrow \uparrow b&={\ ^{b}a}=&\underbrace {a^{a^{{}^{.\,^{.\,^{.\,^{a}}}}}}} &=&\underbrace {a\uparrow (a\uparrow (\dots \uparrow a))} \\&&b&&b\end{matrix}}}.
Пентация в обозначениях Кнута:
{\displaystyle {\begin{matrix}a\uparrow \uparrow \uparrow b=&\underbrace {a_{}\uparrow \uparrow (a\uparrow \uparrow (\dots \uparrow \uparrow a))} \\&b\end{matrix}}}.
В указанных обозначениях присутствует b операндов, каждый из которых равен a, соответственно операции повторяются {\displaystyle b-1} раз.

## Введение
Обычные арифметические операции — сложение, умножение и возведение в степень — естественным образом могут быть расширены в последовательность гипероператоров следующим образом:
Умножение натуральных чисел может быть определено через повторно производимую операцию сложения («сложить b копий числа a»):
{\displaystyle {\begin{matrix}a\times b&=&\underbrace {a+a+\dots +a} \\&&b\end{matrix}}},
например,
{\displaystyle {\begin{matrix}\pi \times 3=\underbrace {\pi +\pi +\pi } _{3}=9.4247779608...\end{matrix}}},
Возведение числа а в степень b может быть определено как повторно производимая операция умножения («перемножить b копий числа a»), и в обозначениях Кнута эта запись выглядит как одиночная стрелочка, указывающая вверх:
{\displaystyle {\begin{matrix}a\uparrow b=a^{b}=&\underbrace {a\times a\times \dots \times a} \\&b\end{matrix}}},
Например,
{\displaystyle {\begin{matrix}\pi \uparrow 3=\pi ^{3}=\underbrace {\pi \times \pi \times \pi } _{3}=31.0062766803...\end{matrix}}},
Такая одиночная стрелка вверх использовалась в качестве значка степени в языке программирования Алгол.
Продолжая далее последовательность операций за пределы возведения в степень, Дональд Кнут ввёл понятие оператора «двойная стрелочка» для записи тетрации (многократного возведения в степень):
{\displaystyle {\begin{matrix}a\uparrow \uparrow b&={\ ^{b}a}=&\underbrace {a^{a^{{}^{.\,^{.\,^{.\,^{a}}}}}}} &=&\underbrace {a\uparrow (a\uparrow (\dots \uparrow a))} \\&&b&&b\end{matrix}}}.
Например,
{\displaystyle \pi \uparrow \uparrow 3={\ ^{3}\pi }=\underbrace {\pi ^{\pi ^{\pi }}} _{3}=\underbrace {\pi \uparrow (\pi \uparrow \pi )} _{3}=\pi ^{36}=1\,340\,164\,183\,006\,357\,435.2974491296...}.
Здесь и далее вычисление выражения всегда идёт справа налево. Также и стрелочные операторы Кнута (как и операция возведение в степень) по определению обладают правой ассоциативностью (очерёдностью справа налево). Согласно данному определению,
{\displaystyle 3\uparrow \uparrow 2=3^{3}=27}
{\displaystyle 3\uparrow \uparrow 3=3^{3^{3}}=3^{27}=7\,625\,597\,484\,987}
{\displaystyle 3\uparrow \uparrow 4=3^{3^{3^{3}}}=3^{3^{27}}=3^{7\,625\,597\,484\,987}\approx 1.25801429\times 10^{3\,638\,334\,640\,024}}
{\displaystyle 3\uparrow \uparrow 5=3^{3^{3^{3^{3}}}}=3^{3^{3^{27}}}=3^{3^{7\,625\,597\,484\,987}}\approx 10^{6.0022536\times 10^{3\,638\,334\,640\,023}}}
{\displaystyle 3\uparrow \uparrow 6=3^{3^{3^{3^{3^{3}}}}}=3^{3^{3^{3^{27}}}}=3^{3^{3^{7\,625\,597\,484\,987}}}\approx 10^{10^{6.0022536\times 10^{3\,638\,334\,640\,023}}}}
...
Уже это приводит к довольно большим числам, но система обозначений на этом не заканчивается. Оператор «тройная стрелочка» используется для записи повторного возведения в степень оператора «двойная стрелочка» (также известного как «пентация»):
{\displaystyle {\begin{matrix}a\uparrow \uparrow \uparrow b=&\underbrace {a_{}\uparrow \uparrow (a\uparrow \uparrow (\dots \uparrow \uparrow a))} \\&b\end{matrix}}},
затем оператора «четверная стрелочка»:
{\displaystyle {\begin{matrix}a\uparrow \uparrow \uparrow \uparrow b=&\underbrace {a_{}\uparrow \uparrow \uparrow (a\uparrow \uparrow \uparrow (\dots \uparrow \uparrow \uparrow a))} \\&b\end{matrix}}}
и т. д. Общее правило оператор «n-я стрелочка», в соответствии с правой ассоциативностью, продолжается вправо в последовательную серию операторов «n-1 стрелочка». Символически это можно записать следующим образом:
{\displaystyle {\begin{matrix}a\ \underbrace {\uparrow _{}\uparrow \!\!\dots \!\!\uparrow } \ b=a\ \underbrace {\uparrow \!\!\dots \!\!\uparrow } \ a\ \underbrace {\uparrow _{}\!\!\dots \!\!\uparrow } \ a\ \dots \ a\ \underbrace {\uparrow _{}\!\!\dots \!\!\uparrow } \ a\\\quad \ \ \,n\qquad \ \ \ \underbrace {\quad n_{}\!-\!\!1\quad \ \,n\!-\!\!1\qquad \quad \ \ \ \,n\!-\!\!1\ \ \ } \\\qquad \qquad \quad \ \ b\end{matrix}}}.
Например:
{\displaystyle 4\uparrow \uparrow \uparrow 2=4\uparrow \uparrow 4=4^{4^{4^{4}}}=4^{4^{256}}\approx 10^{8.0723047\times 10^{153}}},
{\displaystyle {\begin{matrix}4\uparrow \uparrow \uparrow 3=4\uparrow \uparrow 4\uparrow \uparrow 4=4\uparrow \uparrow (4\uparrow 4\uparrow 4\uparrow 4)=&\underbrace {4_{}\uparrow 4\uparrow \dots \uparrow 4} \\&4\uparrow 4\uparrow 4\uparrow 4\end{matrix}}{\begin{matrix}=&\underbrace {4_{}\uparrow 4\uparrow \dots \uparrow 4} \\&10^{8.0723047\times 10^{153}}\end{matrix}}}.
Форма обозначения {\displaystyle a\uparrow ^{n}b} обычно используется для записи {\displaystyle a\uparrow \uparrow \dots \uparrow b} с n стрелочками.

## Система обозначений
В таких выражениях как {\displaystyle a^{b}}, обычно для обозначения возведения в степень пишут показатель степени {\displaystyle b} как верхний индекс основания {\displaystyle a}. Но многие другие среды — такие как языки программирования и e-mail — не поддерживают подобную двумерную конфигурацию. Поэтому пользователи должны использовать линейную форму записи {\displaystyle a\uparrow b} для таких сред; стрелочка наверх предлагает возвести в степень степени. Если среди доступных символов нет стрелочки вверх, тогда вместо неё используется циркумфлекс «^».Верхний индекс записи {\displaystyle a^{b}} сам по себе не приспособлен к обобщению, что объясняет, почему Дональд Кнут вместо такой формы записи выбрал линейную форму записи {\displaystyle a\uparrow b}.

### Обозначение «↑»
Попытка написать выражение {\displaystyle a\uparrow \uparrow b}, используя знакомую форму записи с показателями степени, порождает башню степеней. Например:
{\displaystyle a\uparrow \uparrow 4=a\uparrow a\uparrow a\uparrow a=a^{a^{a^{a}}}}.
Если b является переменной величиной (или очень большое), башня степеней может быть записана, используя точки и с пометкой, показывающей высоту башни
{\displaystyle a\uparrow \uparrow b=\underbrace {a^{a^{.^{.^{.{a}}}}}} _{b}}.
Используя такую форму записи, выражение {\displaystyle a\uparrow \uparrow \uparrow b} может быть записано как набор (стек) таких степенных башен, каждая из которых показывает степень вышележащей
{\displaystyle a\uparrow \uparrow \uparrow 4=a\uparrow \uparrow a\uparrow \uparrow a\uparrow \uparrow a=\underbrace {a^{a^{.^{.^{.{a}}}}}} _{\underbrace {a^{a^{.^{.^{.{a}}}}}} _{\underbrace {a^{a^{.^{.^{.{a}}}}}} _{a}}}}.
И снова, если b является переменной величиной (или очень большое), набор таких степенных башен может быть записан, используя точки и с пометкой, показывающей их высоты
{\displaystyle a\uparrow \uparrow \uparrow b=\left.\underbrace {a^{a^{.^{.^{.{a}}}}}} _{\underbrace {a^{a^{.^{.^{.{a}}}}}} _{\underbrace {\vdots } _{a}}}\right\}b}.
Более того, выражение {\displaystyle a\uparrow \uparrow \uparrow \uparrow b} может быть записано, используя несколько колонок подобных степенных башен, где каждая колонна показывает число степенных башен в наборе слева
{\displaystyle a\uparrow \uparrow \uparrow \uparrow 4=a\uparrow \uparrow \uparrow a\uparrow \uparrow \uparrow a\uparrow \uparrow \uparrow a=\left.\left.\left.\underbrace {a^{a^{.^{.^{.{a}}}}}} _{\underbrace {a^{a^{.^{.^{.{a}}}}}} _{\underbrace {\vdots } _{a}}}\right\}\underbrace {a^{a^{.^{.^{.{a}}}}}} _{\underbrace {a^{a^{.^{.^{.{a}}}}}} _{\underbrace {\vdots } _{a}}}\right\}\underbrace {a^{a^{.^{.^{.{a}}}}}} _{\underbrace {a^{a^{.^{.^{.{a}}}}}} _{\underbrace {\vdots } _{a}}}\right\}a}.
В более общем случае:
{\displaystyle a\uparrow \uparrow \uparrow \uparrow b=\underbrace {\left.\left.\left.\underbrace {a^{a^{.^{.^{.{a}}}}}} _{\underbrace {a^{a^{.^{.^{.{a}}}}}} _{\underbrace {\vdots } _{a}}}\right\}\underbrace {a^{a^{.^{.^{.{a}}}}}} _{\underbrace {a^{a^{.^{.^{.{a}}}}}} _{\underbrace {\vdots } _{a}}}\right\}\cdots \right\}a} _{b}}.

Так можно писать неограниченно долго, чтобы представить {\displaystyle a\uparrow ^{n}b} как итерацию возведения в степень для любого a, n и b (хотя понятно, что и это становится достаточно громоздким).

#### Использование тетрации
Форма записи {\displaystyle ^{b}a} в виде тетрации позволяет упростить такие схемы, при этом продолжая использовать геометрическое представление (мы можем их назвать тетрационными башнями).
{\displaystyle a\uparrow \uparrow b={}^{b}a},
{\displaystyle a\uparrow \uparrow \uparrow b=\underbrace {^{^{^{^{^{a}.}.}.}a}a} _{b}},
{\displaystyle a\uparrow \uparrow \uparrow \uparrow b=\left.\underbrace {^{^{^{^{^{a}.}.}.}a}a} _{\underbrace {^{^{^{^{^{a}.}.}.}a}a} _{\underbrace {\vdots } _{a}}}\right\}b}.
Наконец, в качестве примера, четвёртое число Аккермана {\displaystyle 4\uparrow ^{4}4} может быть записано в виде:
{\displaystyle \underbrace {^{^{^{^{^{4}.}.}.}4}4} _{\underbrace {^{^{^{^{^{4}.}.}.}4}4} _{\underbrace {^{^{^{^{^{4}.}.}.}4}4} _{4}}}=\underbrace {^{^{^{^{^{4}.}.}.}4}4} _{\underbrace {^{^{^{^{^{4}.}.}.}4}4} _{^{^{^{4}4}4}4}}}.

## Обобщение
Некоторые числа настолько большие, что даже запись стрелочками Кнута становится слишком громоздкой; в этом случае использование оператора n-стрелочка {\displaystyle \uparrow ^{n}} предпочтительней (и также для описания с изменяемым числом стрелочек), или эквивалентно, гипероператорам.
Но некоторые числа настолько огромны, что даже подобная запись недостаточна. Например, число Грэма. Для его записи может быть использована цепочка Конвея: цепочка из трёх элементов эквивалентна другой системе записи, но цепочка из четырёх и более элементов является более мощной формой записи.
{\displaystyle {\begin{matrix}a\uparrow ^{n}b&=&{\mbox{hyper}}(a,n+2,b)&=&a\to b\to n\\{\mbox{(Knuth)}}&&&&{\mbox{(Conway)}}\end{matrix}}}
Общепринято использовать стрелочную форму записи Кнута для маленького размера чисел, а цепные стрелочки или гипероператоры для большого размера.

## Определение
Обозначение стрелочка вверх формально определяется так
{\displaystyle a\uparrow ^{n}b=\left\{{\begin{matrix}a^{b},&{\mbox{если }}n=1;\\1,&{\mbox{если }}b=0;\\a\uparrow ^{n-1}(a\uparrow ^{n}(b-1)),&{\mbox{в ином случае}}\end{matrix}}\right.}
для всех целых {\displaystyle a,b,n,} где {\displaystyle b\geq 0,n\geq 1}.
Все стрелочные операторы (включая обычное возведение в степень, {\displaystyle a\uparrow b}) обладают правой ассоциативностью, то есть, их вычисление осуществляется справа налево, если выражение содержит два и более подобных оператора. Например,
{\displaystyle a\uparrow b\uparrow c=a\uparrow (b\uparrow c)}, но не {\displaystyle (a\uparrow b)\uparrow c};
{\displaystyle 3\uparrow \uparrow 3=3^{3^{3}}} равно {\displaystyle 3^{(3^{3})}=3^{27}=7625597484987}, но не {\displaystyle \left(3^{3}\right)^{3}=27^{3}=19683.}
Есть хорошая причина для подобного выбора направления вычисления справа налево. Если бы мы использовали способ вычисления слева направо, тогда {\displaystyle a\uparrow \uparrow b} было бы равно {\displaystyle a\uparrow (a\uparrow (b-1))}, и тогда {\displaystyle \uparrow \uparrow } в действительности не являлся бы новым оператором.
Правая ассоциативность также естественна по следующей причине. Мы можем переписать повторяемые стрелочные выражения {\displaystyle a\uparrow ^{n}\cdots \uparrow ^{n}a,} которые появляются при расширении {\displaystyle a\uparrow ^{n+1}b} в виде {\displaystyle a\uparrow ^{n}\cdots \uparrow ^{n}a\uparrow ^{n}1}, где всe a становятся левыми операндами стрелочных операторов. Это важно, так как стрелочные операторы не являются коммутативными.
Записывая {\displaystyle (a\uparrow ^{m})^{b}} как функциональный показатель степени b функции {\displaystyle f(x)=a\uparrow ^{m}x,} мы получим {\displaystyle a\uparrow ^{n}b=(a\uparrow ^{n-1})^{b}1}.
Определение можно продолжить ещё на один шаг, начиная с {\displaystyle a\uparrow ^{n}b=ab} для n = 0, так как возведение в степень есть повторяемое умножение, начиная с 1. Экстраполировать ещё на один шаг, записывая умножение как повторяемое сложение, не совсем верно так как умножение есть повторяемое сложение, начиная с 0 вместо 1. «Экстраполируя» снова на один шаг, записывая добавочный n как повторяемое добавление 1, требует начинать с числа a. Это отличие также подчёркивается в определении гипероператора, где начальные значения для сложения и умножения задаются раздельно.

## Таблица значений
Расчёт {\displaystyle 2\uparrow ^{m}n} может быть переформулирован в терминах бесконечной таблицы. Мы размещаем числа {\displaystyle 2^{n}} в верхнем ряду и заполняем колонку слева числом 2. Для определения числа в таблице следует взять число, ближайшее слева, затем найти сверху требуемое число в предыдущем ряду, в позиции, заданной только что полученным значением.
| m\n | 1 | 2 | 3                                                                             | 4                                                                             | 5                                                            | 6                                                                     | Формула                                                |
| --- | - | - | ----------------------------------------------------------------------------- | ----------------------------------------------------------------------------- | ------------------------------------------------------------ | --------------------------------------------------------------------- | ------------------------------------------------------ |
| 1   | 2 | 4 | 8                                                                             | 16                                                                            | 32                                                           | 64                                                                    | {\displaystyle 2^{n}}                                  |
| 2   | 2 | 4 | 16                                                                            | 65 536                                                                        | {\displaystyle 2^{65\,536}\approx 2{,}00\times 10^{19\,729}} | {\displaystyle 2^{2^{65\,536}}\approx 10^{6{,}03\times 10^{19\,728}}} | {\displaystyle 2\uparrow \uparrow n}                   |
| 3   | 2 | 4 | 65 536                                                                        | {\displaystyle \underbrace {2^{2^{\cdot ^{\cdot ^{\cdot ^{2}}}}}} _{65\,536}} | {\displaystyle Unknown}                                      | {\displaystyle Unknown}                                               | {\displaystyle 2\uparrow \uparrow \uparrow n}          |
| 4   | 2 | 4 | {\displaystyle \underbrace {2^{2^{\cdot ^{\cdot ^{\cdot ^{2}}}}}} _{65\,536}} | {\displaystyle Unknown}                                                       | {\displaystyle Unknown}                                      | {\displaystyle Unknown}                                               | {\displaystyle 2\uparrow \uparrow \uparrow \uparrow n} |

Таблица такая же, как в статье функция Аккермана, за исключением сдвига в значениях {\displaystyle m} и {\displaystyle n}, и в добавке в размере 3 ко всем значениям.
Расчёт {\displaystyle 3\uparrow ^{m}n}
Мы размещаем числа {\displaystyle 3^{n}} в верхнем ряду и заполняем колонку слева числом 3. Для определения числа в таблице следует взять число, ближайшее слева, затем найти сверху требуемое число в предыдущем ряду, в позиции, заданной только что полученным значением.
| m\n | 1 | 2                                                                                           | 3                                                                                           | 4                                         | 5                       | Формула                                                |
| --- | - | ------------------------------------------------------------------------------------------- | ------------------------------------------------------------------------------------------- | ----------------------------------------- | ----------------------- | ------------------------------------------------------ |
| 1   | 3 | 9                                                                                           | 27                                                                                          | 81                                        | 243                     | {\displaystyle 3^{n}}                                  |
| 2   | 3 | 27                                                                                          | 7 625 597 484 987                                                                           | {\displaystyle 3^{7\,625\,597\,484\,987}} | {\displaystyle Unknown} | {\displaystyle 3\uparrow \uparrow n}                   |
| 3   | 3 | 7 625 597 484 987                                                                           | {\displaystyle \underbrace {3^{3^{\cdot ^{\cdot ^{\cdot ^{3}}}}}} _{7\,625\,597\,484\,987}} | {\displaystyle Unknown}                   | {\displaystyle Unknown} | {\displaystyle 3\uparrow \uparrow \uparrow n}          |
| 4   | 3 | {\displaystyle \underbrace {3^{3^{\cdot ^{\cdot ^{\cdot ^{3}}}}}} _{7\,625\,597\,484\,987}} | {\displaystyle Unknown}                                                                     | {\displaystyle Unknown}                   | {\displaystyle Unknown} | {\displaystyle 3\uparrow \uparrow \uparrow \uparrow n} |

Расчёт {\displaystyle 10\uparrow ^{m}n}
Мы размещаем числа {\displaystyle 10^{n}} в верхнем ряду и заполняем колонку слева числом 10. Для определения числа в таблице следует взять число, ближайшее слева, затем найти сверху требуемое число в предыдущем ряду, в позиции, заданной только что полученным значением.
| m\n | 1  | 2                                                                           | 3 | 4 | 5                                                | Формула                                                 |
| --- | -- | --------------------------------------------------------------------------- | --- | --- | ------------------------------------------------ | ------------------------------------------------------- |
| 1   | 10 | 100                                                                         | 1000 | 10 000 | 100 000                                          | {\displaystyle 10^{n}}                                  |
| 2   | 10 | 10 000 000 000                                                              | {\displaystyle 10^{10\,000\,000\,000}}                                                                                               | {\displaystyle 10^{10^{10\,000\,000\,000}}} | {\displaystyle 10^{10^{10^{10\,000\,000\,000}}}} | {\displaystyle 10\uparrow \uparrow n}                   |
| 3   | 10 | {\displaystyle \underbrace {10^{10^{\cdot ^{\cdot ^{\cdot ^{10}}}}}} _{10}} | {\displaystyle \underbrace {10^{10^{\cdot ^{\cdot ^{\cdot ^{10}}}}}} _{\underbrace {10^{10^{\cdot ^{\cdot ^{\cdot ^{10}}}}}} _{10}}} | {\displaystyle \underbrace {10^{10^{\cdot ^{\cdot ^{\cdot ^{10}}}}}} _{\underbrace {10^{10^{\cdot ^{\cdot ^{\cdot ^{10}}}}}} _{\underbrace {10^{10^{\cdot ^{\cdot ^{\cdot ^{10}}}}}} _{10}}}} | {\displaystyle Unknown}                          | {\displaystyle 10\uparrow \uparrow \uparrow n}          |
| 4   | 10 | {\displaystyle \underbrace {^{^{^{^{^{10}.}.}.}10}10} _{10}}                | {\displaystyle \underbrace {^{^{^{^{^{10}.}.}.}10}10} _{\underbrace {^{^{^{^{^{10}.}.}.}10}10} _{10}}}                               | {\displaystyle Unknown} | {\displaystyle Unknown}                          | {\displaystyle 10\uparrow \uparrow \uparrow \uparrow n} |

Для 2 ≤ n ≤ 9 численное расположение {\displaystyle 10\uparrow ^{m}n} является лексикографическим порядком с m как наиболее значимым числом, так что порядок чисел этих 8 колонок есть просто линия-за-линией. То же самое применимо и для чисел в 97 колонках с 3 ≤ n ≤ 99, и мы начинаем с m = 1 даже для 3 ≤ n ≤ 9,999,999,999.